# 施莫倫湖
施莫倫湖（德語：Schmollensee），是德國的湖泊，位於該國西部，由北萊茵-威斯特法倫州負責管轄，長3.7公里、寬2公里，面積5平方公里，平均水深3米，最大水深6米，水體容量1,362萬立方米。